# Жагуаран (река)
Жагуара́н (порт. Rio Jaguarão) или Ягуаро́н (исп. Río Yaguarón) — река на юге Бразилии (штат Риу-Гранди-ду-Сул) и востоке Уругвая (департамент Серро-Ларго), в нижнем и среднем течении образует между ними естественную границу. Длина — 270 км. Площадь водосбора 8188 км², из которых 78 % находятся на территории Бразилии, а 22 % — на территории Уругвая. Начинается на территории муниципалитета Баже и течёт в юго-восточном направлении. Впадает в лагуну Лагоа-Мирин.
Средний расход воды в реке равен 86,3 м³/с. Ландшафты бассейна реки представлены пампой. Население водосбора равно 45415 человек в бразильской части и 18446 человек в урагвайской (данные приведены на 2013 год).
Основными притоками являются реки Кандиота, Гуавайу.
В долине реки обитает редкая птица Limnoctites rectirostris из семейства печниковых.
Судоходна на протяжении 32 км от устья (по другим данным — 37 км).
Название реки происходит от слова «ягуар».